# Verlag Dierichs
Der 1945 gegründete Verlag Dierichs GmbH & Co. KG ist seit dem 1. März 2017 ein Unternehmen der Zeitungsholding Hessen innerhalb der Ippen-Gruppe, der er seit 2002 angehört. Das Flaggschiff des Verlages ist die Hessische/Niedersächsische Allgemeine (HNA) mit diversen Regionalausgaben. 
Komplementärgesellschaft ist die Dierichs Presse GmbH, der als Geschäftsführer Jan Eric Rempel, Max Rempel und Frank Schmid vorstehen.

## Tageszeitungen
Folgende Tageszeitungen werden von dem Verlag Dierichs herausgegeben:
- Hessische/Niedersächsische Allgemeine
  - Frankenberger Allgemeine
  - Fritzlar-Homberger Allgemeine
  - Hessische Allgemeine
  - Hofgeismarer Allgemeine
  - Melsunger Allgemeine
  - Mündener Allgemeine
  - Northeimer Neueste Nachrichten
  - Rotenburg-Bebraer Allgemeine
  - Schwälmer Allgemeine
  - Sollinger Allgemeine
  - Witzenhäuser Allgemeine
  - Wolfhager Allgemeine

## Beteiligungen
An den folgenden Verlagen und Rundfunksendern ist der Verlag beteiligt:
- Medien Beteiligungsgesellschaft (45,3 %)
  - Hersfelder Zeitung
  - Waldeckische Landeszeitung
  - Werra-Rundschau
- Ippen Digital (20 %)
- Werra Verlag Kluthe (20 %)
  - Werra-Rundschau
- Hoehl-Druck (19,5 %)
  - Hersfelder Zeitung
- Ott-Verlag (19,5 %)
- Antenne Thüringen (15 %)
  - Antenne Thüringen
  - radio TOP 40
- Radio/Tele FFH (13,4 %)
  - Harmony.fm
  - Hit Radio FFH
  - Planet Radio
  - sunshine live